# Няравойхадата
Няравойхадата (устар. Няровей-Ходата) — река в Приуральском районе Ямало-Ненецкого АО. Устье реки находится на 6-м км по левому берегу реки Большая Хадата. Длина реки — 33 км, значительный правый приток Пусъёркашор.

## Данные водного реестра
По данным государственного водного реестра России относится к Нижнеобскому бассейновому округу, водохозяйственный участок реки — Обь от города Салехард и до устья, речной подбассейн реки — бассейны притоков Оби ниже впадения Северной Сосьвы. Речной бассейн реки — (Нижняя) Обь от впадения Иртыша.